# جانی دوسون
جانی دوسون (انگلیسی: Johnny Dowson; ۱۸ سپتامبر ۱۹۲۶ – ۱۹۸۹ (۶۲−۶۳ سال)) بازیکن فوتبال اهل بریتانیا بود.
از باشگاه‌هایی که در آن بازی کرده‌است می‌توان به باشگاه فوتبال پیتربورو یونایتد، باشگاه فوتبال منچستر سیتی، باشگاه فوتبال اشینگتون، و باشگاه فوتبال دارلینگتون اشاره کرد.